# 黃耿城
黄耿城（1963年9月—），男，汉族，广东揭东人，中华人民共和国政治人物。曾任中共广东省委台办（省台办）主任。

## 生平
曾任揭阳市政协副主席、揭阳市人民政府市长助理等职务。2011年12月，任中共揭阳市委常委，隔年1月兼任市委统战部部长。2015年4月，任中共揭阳市委常委、普宁市委书记。2016年9月，调任中共广东省委台办（省台办）主任。2023年1月，转任广东省政协港澳台委员会主任。